# Uterusprolaps

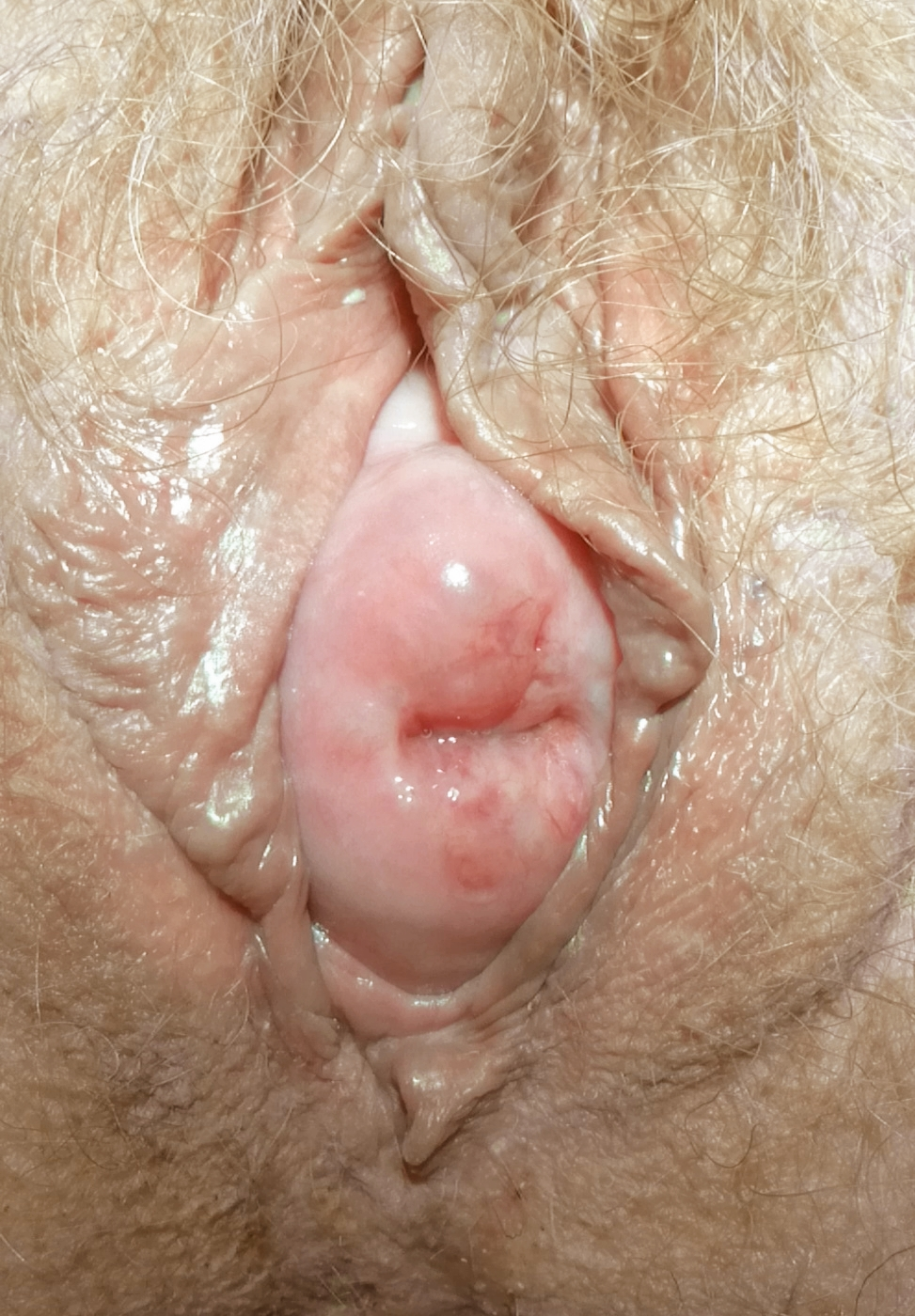
Uterusprolaps

Uterusprolaps oder Gebärmuttervorfall bezeichnet ein Durchdrücken der Gebärmutter durch den Geburtskanal hindurch, zum Teil bis zum Austritt innerhalb der nun ausgestülpten Vagina (Scheidenvorfall) außerhalb des Körpers. Dies ist auf ein Versagen der haltenden Bänder zurückzuführen.
Der Uterusprolaps ist die extreme Form einer Gebärmuttersenkung (Descensus uteri) mit Verlagerung der Gebärmutter vor die Vulva. Als Vorbeugung gegen einen Uterusprolaps wird Beckenbodengymnastik empfohlen, die auch ein Bestandteil der Rückbildungsgymnastik ist.  
Auch eine Inversio uteri, eine gefährliche Komplikation unter der Geburt, ist mit einem Vorfall der Gebärmutter verbunden. Eine häufige Ursache ist ein zu starker Zug an der Nabelschnur bei nicht kontrahierter Gebärmutter oder ein erhöhter Fundusdruck in Verbindung mit der Bauchpresse. Die Behandlung besteht in einer umgehenden Reposition der Gebärmutter.

## Ursachen
Zu den häufigsten Ursachen und begünstigenden Faktoren für einen Uterusprolaps zählen vaginale Geburten, eine konstitutionelle Bindegewebsschwäche, geburtstraumatische Beckenbodenschäden, Übergewicht, chronischer Husten und schwere körperliche Arbeit.

## Behandlung
Die um 1870 vor allem durch Gustav Simon und Alfred Hegar als modernes Verfahren der Prolapsoperation ausgebaute Behandlung besteht heute meist aus einer vaginalen Hysterektomie kombiniert mit einer Scheidenraffung (Kolporrhaphie) und/oder einer Fixierung des Gebärmutterhalses oder der Vagina am Kreuzbein. Früher kamen häufig komplette oder partielle scheidenverschließende Operationen wie die Subtotale Kolpokleisis nach Neugebauer-LeFort (ein 1877 erstmals von dem Chirurgen Léon Le Fort vorgeschlagenes Verfahren) zum Einsatz, die heute weitestgehend verlassen sind.